# Sonya Barlow
Pour les articles homonymes, voir Barlow.
Sonya Barlow, née en octobre 1992, est une entrepreneuse pakistanaise et britannique. Elle est également conférencière motivatrice et coach en entreprise pour la diversité (diversity business coach). Elle a fondé le centre de recherche LMF Network qui a pour but d'utiliser la technologie pour construire des communautés, créer des cultures inclusives et combler le skills gap et le fossé des genres.

## Biographie

### Jeunesse et formation
Sonya Barlow naît en octobre 1992 au Pakistan. Elle arrive en Angleterre à l'âge de 3 ans. Elle est originaire de Langley dans le Berkshire et vit à Londres. Elle est diplômée de la Cass Business School depuis 2015.

### Carrière
Après ses études, elle commence sa carrière en technologie comme analyste de données. Elle a notamment travaillé pour les entreprises O2, Lloyds Banking Group et Volkswagen sur des big data, de la technologie financière (fintech) et de la numérisation. Après 5 ans[source insuffisante] à travailler sur le terrain de la technologie industrielle, elle se rend compte que les minorités ethniques et les femmes sont peu représentées, voire oubliées dans le domaine. Elle décide alors de trouver un moyen d'allier ses connaissances technologiques et les valeurs qui lui sont chères. En 2017 elle remporte le « Rising Star Award » de We are the City dans la catégorie Sales. En 2018, elle fonde Like Minded Females (LMF) Network et en devient la présidente-directrice générale. À la suite de cela, elle est nommée « the most influential women in tech » par le magazine numérique Computer Weekly (en) et gagnante de « the women in software changemakers » par Makers et Google. En 2020 elle remporte le Marie Claire Future Shapers Award dans la catégorie Tech innovator et fait partie des Top 50 BAME Entrepreneurs,. Elle a donné deux conférences TED : How technology can build communities et Failure comes before resilience,[source insuffisante]. C'est la première femme d'origine sud asiatique à avoir donné deux conférences TED en une année. En 2019, elle fait partie des intervenants de Big Data LDN (Londres), la plus grande conférence et exposition gratuite du Royaume-Uni sur les données et l'analyse. En 2020, Sonya Barlow figure sur la liste Inspiring Fifty Europe des femmes qui se sont distinguées dans le secteur technologique.
Sonya Barlow a collaboré avec Rens Original pour écrire, diriger, et réaliser le court-métrage I'm done à l'occasion de la journée internationale des droits des femmes, le 8 mars 2021. En 2020, elle crée le podcast Strategically Winging It.  Sonya Barlow a écrit des articles pour le magazine Metro Uk et le magazine en ligne Unfold, sur ses sujets de prédilection : la technologie, la diversité et la communauté. Le 19 janvier 2021, elle est invitée par donne ShfWIT pour donner une conférence pour parler des échecs, de leur acceptations et de renforcer notre résilience[source insuffisante]. En 2021, elle prépare la publication de son premier livre Unprepared to Entrepreneur: A Method to the Madness of Starting Your Own Business qui sort le 3 octobre 2021. Geraldine Collard, rédactrice en chef de Kogan Page déclare que dans ce livre, Sonya Barlow « se penche sur les mythes qui dissuadent les gens de se lancer à leur compte ». Elle a été invitée à être présentatrice de la cérémonie des Hustle Awards programmée en juillet 2021. La même année, elle est approchée par la BBC pour animer une nouvelle émission, "The Everyday Hustle", sur le Asian Network (station destinée à la communauté asiatique du Royaume-Uni).

## Entreprise

### Like Minded Females (LMF) Network
Fondée en 2018, l'entreprise Like Minded Females (LMF) Network a pour but de former les femmes et les groupes sous représentés en technologie, en affaire et en entrepreneuriat dans le but de combler l'écart de compétences présents dans ces domaines. L'entreprise organise des événements pour favoriser la mise en réseau entre femmes. En septembre 2019, l'entreprise LMF qui a pour but d'empower, de connecter et de célébrer les professionnelles à travers toutes les industries, avait engagé plus de 12 000 personnes depuis sa création en mai 2018.

## Publications

### Livres
- (en) Unprepared to Entrepreneur: A Method to the Madness of Starting Your Own Business, Kogan Page, 2021, 288 p. (ISBN 9781398601482)

### Articles
- We don’t need your empty gestures; we need action, Sifted, 8 juin 2020[21]
- Can we trust machines to predict the stock market with 100% accuracy?, Metro, 6 mai 2019[22]
- What is belonging?, Unfold, 23 septembre 2020
- I'm not surprised by Deloitte's bullying claims - toxic workplace abuse nearly derailed my career, The telegraph, 5 mai 2021[23]

## Prix et distinctions
- Women in Software changemakers list 2020, Makers & Google for Startups[24]
- Future shaper 2020, Marie Claire[12]
- Top 50 BAME Entrepreneurs 2020, Tech Round[7]
- Pitch 100 SuperWoman, Pitchfanzine 2019[25]
- The Rising Star Award, 2017, We Are The City[9]